# Wehrkreis IX (Kassel)

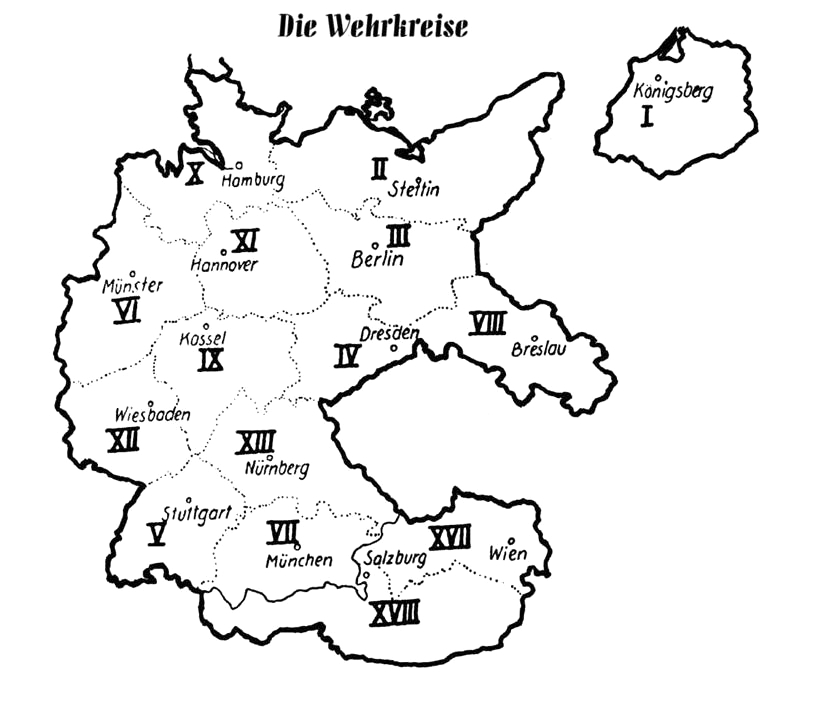
Die Wehrkreise des Deutschen Reiches nach dem „Anschluss“ Österreichs

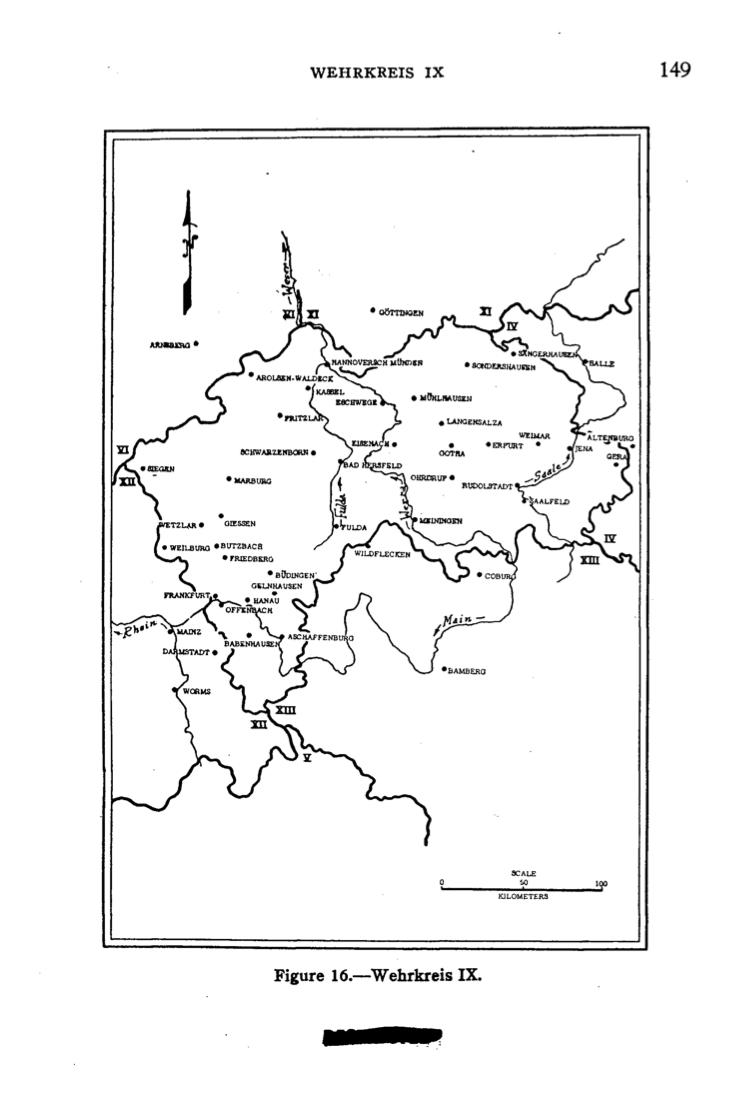
Karte des Wehrkreises IX

Der Wehrkreis IX (Kassel) war eine territoriale Verwaltungseinheit der Wehrmacht im Deutschen Reich und bestand von 1935 bis 1945. Ihm oblag die militärische Sicherung im Raum Hessen und Thüringen sowie die Rekrutierung und Ausbildung von Personal für das Heer. Der Wehrkreis umfasste die drei Wehrersatzbezirke Kassel, Frankfurt am Main und Weimar. Das Hauptquartier befand sich in Kassel. Im Oktober 1938 wurde SS-Obergruppenführer Josias zu Waldeck und Pyrmont zum Höheren SS- und Polizeiführer (HSSPF) für den Wehrkreis IX ernannt.

## Befehlshaber
Die Befehlshaber des Wehrkreises IX waren:
- Friedrich Dollmann 1935–1939
- Rudolf Schniewindt 1939–1942
- Paul Otto 1942–1943
- Otto Schellert 1943–1944
- Philipp Kleffel 1944
- Otto Schellert 1944
- Theodor Petsch 1944–1945
- Maximilian Fretter-Pico 1945

## Hauptquartier

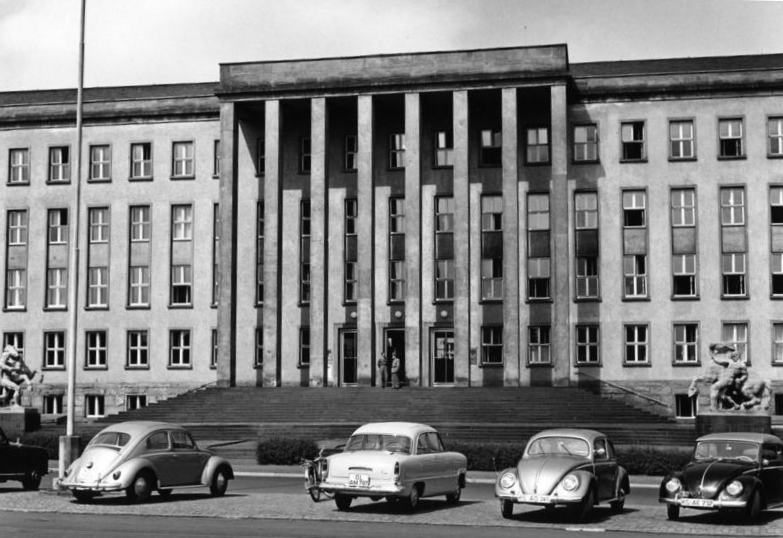
Das ehemalige Hauptquartier in Kassel (1958)
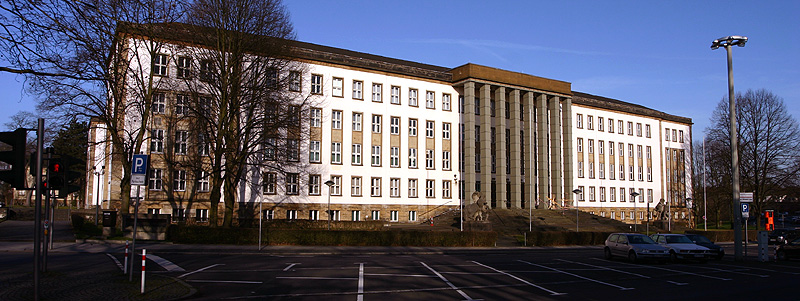
Das ehemalige Hauptquartier in Kassel, heute Sitz des Bundessozialgerichts (2007)